# Discografia dei The Cranberries
Questa è la discografia de The Cranberries, gruppo musicale irlandese in attività dal 1989 al 2003 e dal 2009 al 2019.

## Album

### Album in studio
| Anno | Titolo | Classifiche | Classifiche | Classifiche | Classifiche | Classifiche | Classifiche | Classifiche | Classifiche | Classifiche | Classifiche | Classifiche | Classifiche | Classifiche | Classifiche | Certificazioni                                                               |
| Anno | Titolo | IRE         | AUS         | AUT         | CAN         | FIN         | DEU         | ITA         | NLD         | NZL         | NOR         | SWE         | SWI         | UK          | USA         | Certificazioni                                                               |
| ---- | --- | ----------- | ----------- | ----------- | ----------- | ----------- | ----------- | ----------- | ----------- | ----------- | ----------- | ----------- | ----------- | ----------- | ----------- | ---------------------------------------------------------------------------- |
| 1993 | Everybody Else Is Doing It, So Why Can't We? - Pubblicato: 1 marzo 1993 - Etichetta: Island Records - Formati: CD, MC, LP, download digitale | —           | 16          | —           | —           | —           | 18          | —           | —           | 9           | —           | 24          | —           | 1           | 18          | UK: Platino (2) USA: Platino (5) CAN: Platino FRA: Oro                       |
| 1994 | No Need to Argue - Pubblicato: 3 ottobre 1994 - Etichetta: Island Records - Formati: CD, MC, LP, download digitale                           | —           | 1           | 1           | 3           | 1           | 1           | 4           | 2           | 1           | 3           | 1           | 2           | 2           | 6           | UK: Platino (3) USA: Platino (7) CAN: Platino (5) FRA: Diamante DEU: Platino |
| 1996 | To the Faithful Departed - Pubblicato: 29 aprile 1996 - Etichetta: Island Records - Formati: CD, MC, LP, download digitale                   | —           | 1           | 5           | 5           | 2           | 2           | 1           | 3           | 1           | 3           | 1           | 3           | 2           | 4           | UK: Oro USA: Platino (2) CAN: Platino (3) FRA: Platino DEU: Oro              |
| 1999 | Bury the Hatchet - Pubblicato: 19 aprile 1999 - Etichetta: Island Records - Formati: CD, MC, LP, download digitale                           | 67          | 11          | 2           | 1           | 4           | 1           | 2           | 9           | 6           | 4           | 4           | 1           | 7           | 13          | UK: Argento USA: Oro CAN: Platino FRA: Platino DEU: Oro                      |
| 2001 | Wake Up and Smell the Coffee - Pubblicato: 22 ottobre 2001 - Etichetta: MCA - Formati: CD, MC , LP, download digitale                        | 9           | 85          | 17          | 8           | 2           | 7           | 2           | 24          | —           | 16          | 27          | 6           | 61          | 46          | CAN: Oro FRA: Oro (2)                                                        |
| 2012 | Roses - Pubblicato: 27 febbraio 2012 - Etichetta: Cooking Vinyl, Downtown Records, Shock Records - Formati: CD, LP, download digitale        | 17          | —           | 28          | 6           | —           | 13          | 9           | 38          | 38          | —           | —           | 10          | 37          | 51          | POL: Oro                                                                     |
| 2017 | Something Else - Pubblicato: 28 aprile 2017 - Etichetta: BMG - Formati: CD, LP, download digitale                                            | 18          | —           | —           | 96          | —           | —           | —           | —           | —           | —           | —           | 43          | 18          | 54          |                                                                              |
| 2019 | In the End - Pubblicato: 26 aprile 2019 - Etichetta: BMG - Formati: CD, LP, download digitale                                                | 3           | 28          | 16          | 34          | —           | —           | —           | —           | —           | —           | —           | 5           | 10          | 119         |                                                                              |

### Album dal vivo
| Anno | Titolo                                                                                                  | GRC | MEX |
| ---- | --- | --- | --- |
| 2009 | Bualadh Bos - Pubblicato: 10 novembre 2009 - Etichetta: Island Def Jam - Formati: CD, download digitale | 29  | 99  |

### Raccolte
| Anno | Titolo | Classifiche | Classifiche | Classifiche | Classifiche | Classifiche | Classifiche | Classifiche | Classifiche | Classifiche | Classifiche |
| Anno | Titolo | AUT         | ESP         | DEU         | ITA         | NLD         | NZL         | NOR         | SWE         | SWI         | UK          |
| ---- | --- | ----------- | ----------- | ----------- | ----------- | ----------- | ----------- | ----------- | ----------- | ----------- | ----------- |
| 2002 | Treasure Box – The Complete Sessions 1991–1999 - Pubblicato: 2 aprile 2002 - Etichetta: Island Records - Formati: CD, LP, download digitale           | —           | —           | —           | —           | —           | —           | —           | —           | —           | —           |
| 2002 | Stars - The Best of 1992 - 2002 - Pubblicato: 3 ottobre 2002 - Etichetta: Island Records - Formati: CD, LP, download digitale                         | 16          | 52          | 23          | 3           | 31          | 18          | 6           | 37          | 4           | 20          |
| 2005 | The Best of: The Cranberries: 20th Century Masters: Millennium Collection - Pubblicato: 27 settembre 2005 - Etichetta: Island / Mercury - Formati: CD | —           | —           | —           | —           | —           | —           | —           | —           | —           | —           |
| 2008 | Gold - Pubblicato: 18 marzo 2008 - Etichetta: Island / Mercury - Formati: CD, download digitale                                                       | —           | —           | —           | —           | —           | —           | —           | —           | —           | —           |
| 2010 | Icon: The Cranberries - Pubblicato: 31 agosto 2010 - Etichetta: Island / Mercury - Formati: CD                                                        | —           | —           | —           | —           | —           | 26          | —           | —           | —           | —           |
| 2013 | Dreams: The Collection - Pubblicato: 21 febbraio 2013 - Etichetta: Spectrum - Formati: CD                                                             | —           | 24          | —           | —           | —           | —           | —           | —           | —           | 44          |
| 2021 | Remembering Dolores - Pubblicato: 6 settembre 2021 - Etichetta: Universal / Island - Formati: Download digitale, LP                                   | —           | —           | —           | —           | —           | —           | —           | —           | —           | —           |

## Extended play
| Anno | Titolo |
| ---- | --- |
| 1990 | Anything - Pubblicato: gennaio 1990 - Etichetta: indipendente - Formati: MC                                                    |
| 1990 | Water Circle - Pubblicato: agosto 1990 - Etichetta: Xeric - Formati: MC                                                        |
| 1990 | Nothing Left at All - Pubblicato: 1990 - Etichetta: Xeric - Formati: MC                                                        |
| 1991 | Uncertain - Pubblicato: 28 ottobre 1991 - Etichetta: Xeric - Formati: CD, LP                                                   |
| 1994 | Zombie Live EP - Pubblicato: 1994 - Etichetta: Island Records - Formati: CD                                                    |
| 1995 | Doors and Windows - Pubblicato: 1995 - Etichetta: Island Records - Formati: CD                                                 |
| 1999 | Loud and Clear EP - Pubblicato: 1999 - Etichetta: Island Records - Formati: CD                                                 |
| 2024 | Wrapped Around Your Finger EP - Pubblicato: 25 marzo 2024 - Etichetta: Universal Music - Formati: streaming, download digitale |

## Singoli

### Singoli commerciali
| Anno | Titolo                 | Classifiche | Classifiche | Classifiche | Classifiche | Classifiche | Classifiche | Classifiche | Classifiche | Classifiche | Classifiche | Classifiche | Classifiche | Classifiche | Album di provenienza                         |                |
| Anno | Titolo                 | IRE         | AUS         | CAN         | DEU         | FRA         | ITA         | NLD         | NZL         | SWE         | SWI         | UK          | US          | US Alt      | Album di provenienza                         |                |
| ---- | ---------------------- | ----------- | ----------- | ----------- | ----------- | ----------- | ----------- | ----------- | ----------- | ----------- | ----------- | ----------- | ----------- | ----------- | -------------------------------------------- | -------------- |
| 1991 | Uncertain              | —           | —           | —           | —           | —           | —           | —           | —           | —           | —           | —           | —           | —           | /                                            |                |
| 1992 | Dreams                 | —           | 83          | —           | —           | —           | —           | —           | —           | —           | —           | —           | —           | —           | Everybody Else Is Doing It, So Why Can't We? |                |
| 1993 | Linger                 | —           | 33          | —           | —           | —           | —           | —           | —           | —           | —           | —           | —           | —           | Everybody Else Is Doing It, So Why Can't We? |                |
| 1994 | Linger riedizione      | 3           | —           | 4           | —           | —           | 89          | —           | 38          | —           | —           | 14          | 8           | 4           | Everybody Else Is Doing It, So Why Can't We? |                |
| 1994 | Dreams riedizione      | 9           | 30          | 27          | —           | —           | 59          | —           | —           | —           | —           | 27          | 42          | 15          | Everybody Else Is Doing It, So Why Can't We? |                |
| 1994 | Zombie                 | 3           | 1           | 19          | 1           | 1           | 19          | 3           | 5           | 2           | 2           | 14          | —           | 1           | No Need to Argue                             |                |
| 1994 | Ode to My Family       | 16          | 5           | 25          | 29          | 4           | —           | 22          | 8           | —           | —           | 26          | —           | 11          | No Need to Argue                             |                |
| 1995 | I Can't Be with You    | 21          | 30          | —           | —           | 24          | —           | —           | 25          | —           | —           | 23          | —           | —           | No Need to Argue                             |                |
| 1995 | Ridiculous Thoughts    | 23          | 60          | —           | —           | —           | —           | —           | 43          | —           | —           | 20          | —           | 14          | No Need to Argue                             |                |
| 1996 | Salvation              | 8           | 8           | 30          | 44          | 13          | 5           | 36          | 7           | 33          | 35          | 13          | —           | 1           | To the Faithful Departed                     |                |
| 1996 | Free to Decide         | 28          | 43          | 3           | 94          | 43          | —           | —           | 19          | 40          | —           | 33          | —           | 8           | To the Faithful Departed                     |                |
| 1996 | When You're Gone       | 21          | 40          | 9           | 94          | 26          | —           | —           | 23          | 31          | —           | —           | 22          | —           | To the Faithful Departed                     |                |
| 1997 | Hollywood              | —           | —           | —           | —           | —           | —           | —           | —           | —           | —           | —           | —           | —           | To the Faithful Departed                     |                |
| 1999 | Promises               | 19          | 78          | 6           | 45          | 32          | 4           | 42          | 20          | 33          | 19          | 13          | —           | 12          | Bury the Hatchet                             |                |
| 1999 | Animal Instinct        | —           | —           | —           | 72          | 55          | 34          | 79          | —           | —           | —           | 54          | —           | —           | Bury the Hatchet                             |                |
| 1999 | Just My Imagination    | —           | —           | —           | 77          | 71          | 15          | —           | —           | —           | —           | —           | —           | —           | Bury the Hatchet                             |                |
| 2000 | You & Me               | —           | —           | —           | —           | —           | —           | —           | —           | —           | —           | —           | —           | —           | Bury the Hatchet                             |                |
| 2001 | Analyse                | 28          | —           | —           | —           | 57          | 6           | 76          | —           | —           | 43          | 89          | —           | —           | Wake Up and Smell the Coffee                 |                |
| 2002 | Time Is Ticking Out    | —           | —           | —           | —           | —           | 23          | —           | —           | —           | —           | —           | —           | —           | Wake Up and Smell the Coffee                 |                |
| 2002 | This Is the Day        | —           | —           | —           | —           | —           | 43          | —           | —           | —           | —           | —           | —           | —           | Wake Up and Smell the Coffee                 |                |
| 2002 | Stars                  | —           | —           | —           | —           | —           | 35          | —           | —           | —           | —           | —           | —           | —           | Stars: The Best of 1992—2002                 |                |
| 2011 | Tomorrow               | —           | —           | —           | —           | —           | 47          | —           | —           | —           | —           | —           | —           | —           | Roses                                        |                |
| 2017 | Why                    | —           | —           | —           | —           | —           | —           | —           | —           | —           | —           | —           | —           | —           | Roses                                        | Something Else |
| 2019 | All over Now           | —           | —           | —           | —           | —           | —           | —           | —           | —           | —           | —           | —           | —           | In the End                                   |                |
| 2019 | Wake Me When It's Over | —           | —           | —           | —           | —           | —           | —           | —           | —           | —           | —           | —           | —           | In the End                                   |                |

### Singoli promozionali
| Anno                       | Titolo                                      | Album di provenienza                         |
| -------------------------- | ------------------------------------------- | -------------------------------------------- |
| 1993                       | Sunday solo negli Stati Uniti               | Everybody Else Is Doing It, So Why Can't We? |
| 1993                       | Still Can't... solo negli Stati Uniti       | Everybody Else Is Doing It, So Why Can't We? |
| 1995                       | Liar solo in Spagna                         | Empire Records Original Soundtrack           |
| 1995                       | Dreaming My Dreams solo nel Regno Unito     | No Need to Argue                             |
| 1996                       | I'm Still Remembering solo in Brasile       | To the Faithful Departed                     |
| 2000                       | Copycat solo in Spagna                      | Bury the Hatchet                             |
| 2011                       | Show Me                                     | Roses                                        |
| 2012                       | Losing My Mind solo in Irlanda              | Roses                                        |
| 2012                       | Raining in My Heart solo in Italia          | Roses                                        |
| 2012                       | Waiting in Walthamstow solo nel Regno Unito | Roses                                        |
| Fire & Soul solo in Russia |                                             |                                              |
| 2017                       | Linger (acoustic version)                   | Something Else                               |
| 2019                       | The Pressure                                | In the End                                   |
| In the End                 |                                             | In the End                                   |

## Videografia

### Album video
| Anno | Titolo                                                                                      |
| ---- | ------------------------------------------------------------------------------------------- |
| 1994 | The Cranberries Live - Etichetta: Island Records - Formati: VHS, LaserDisc, DVD (2005)      |
| 1995 | Doors and Windows - Etichetta: Island Records - Formati: CD-ROM                             |
| 2001 | Beneath the Skin - Live in Paris - Etichetta: Image Entertainment - Formati: DVD, VHS       |
| 2002 | Beneath the Skin - Live in Paris - 2 - Etichetta: Image Entertainment - Formati: DVD        |
| 2002 | Stars - The Best of Videos 1992 - 2002 - Etichetta: Island Records - Formati: DVD           |
| 2005 | 20th Century Masters Collection: The Cranberries - Etichetta: Island Records - Formati: DVD |
| 2007 | Gold Collection: The Videos - Etichetta: Universal - Formati: DVD                           |

### Video musicali
| Anno | Titolo                 | Direttore        |
| ---- | ---------------------- | ---------------- |
| 1991 | Uncertain              |                  |
| 1993 | Linger                 | Melodie McDaniel |
| 1994 | Dreams                 | Peter Scammell   |
| 1994 | Zombie                 | Samuel Bayer     |
| 1995 | Ode to My Family       | Samuel Bayer     |
| 1995 | I Can't Be with You    | Samuel Bayer     |
| 1995 | Ridiculous Thoughts    | Freckles Flynn   |
| 1996 | Salvation              | Olivier Dahan    |
| 1996 | Free to Decide         | Marty Callner    |
| 1996 | When You're Gone       | Karen Bellone    |
| 1999 | Promises               | Olivier Dahan    |
| 1999 | Animal Instinct        | Olivier Dahan    |
| 1999 | Just My Imagination    | Phil Harder      |
| 2000 | You & Me               | Maurice Linnane  |
| 2001 | Analyse                | Keir McFarlane   |
| 2002 | Time Is Ticking Out    | Maurice Linnane  |
| 2002 | This Is the Day        | Olivier Dahan    |
| 2002 | Stars                  | Jake Nava        |
| 2012 | Tomorrow               | Colin McIvor     |
| 2019 | All over Now           | Dan Britt        |
| 2019 | Wake Me When It's Over | Tom Clancy       |